# Gramzow (Perleberg)
Gramzow ist mit 40 Einwohnern der kleinste Ortsteil der Stadt Perleberg im Landkreis Prignitz.

## Geografie
Gramzow liegt im äußersten Nordosten der Stadt Perleberg. Südlich benachbart ist der Perleberger Ortsteil Groß Linde, im Südwesten schließt sich der Ortsteil Groß Buchholz an. Im Nordwesten, Norden und Osten grenzt Gramzow an die Gemeinde Groß Pankow (Prignitz).
Die Westgrenze von Gramzow folgt dem Schlatbach, der hier von Norden nach Süden fließt. Nahe dem Schlatbach findet sich der zu Gramzow gehörende Wohnplatz Alt Gramzow, direkt am Schlatbach die Ortslage Gramzower Mühle.
Von rund 40 m über dem Meeresspiegel im Westen steigt das Gelände nach Osten hin leicht an. Der Hauptort an der Brandenburger Landesstraße L 102 befindet sich auf etwa 60 m Höhe.

## Geschichte
Die erste bekannte urkundliche Erwähnung Gramzows stammt aus dem Jahre 1345 (grampsowe).
Im 20. Jahrhundert befand sich in Gramzow ein Haltepunkt der Westprignitzer Kreisringbahn. Die Strecke wurde 1975 stillgelegt und daraufhin demontiert.
Der Ort gehörte zur Gemeinde Groß Linde, die am 1. Januar 1974 in die Stadt Perleberg eingegliedert wurde.

## Einwohnerentwicklung
| Datum         | Einwohnerzahl |
| ------------- | ------------- |
| 1800          | 32            |
| 1817          | 34            |
| 1840          | 51            |
| 1858          | 49            |
| 1895          | 61            |
| 1925          | 54            |
| 11. Jan. 2011 | 40            |
| 31. Dez. 2012 | 44            |